# Ciuta (okręg Buzău)
Ciuta – wieś w Rumunii, w okręgu Buzău, w gminie Măgura. W 2011 roku liczyła 822 mieszkańców.